# Bill Mayfield
William Henry Mayfield, detto Bill (Detroit, 17 ottobre 1957), è un ex cestista statunitense, professionista nella NBA e in Italia.